# Megasema ottonis
Megasema ottonis är en fjärilsart som beskrevs av Alphéraky 1895. Megasema ottonis ingår i släktet Megasema och familjen nattflyn. Inga underarter finns listade i Catalogue of Life.